# Alexander Nikolajewitsch Filippow
Alexander Nikolajewitsch Filippow (russisch Александр Николаевич Филиппов; * 10. Februar 1951 in Taschkent, Usbekische SSR) ist ein ehemaliger russisch-sowjetischer Eishockeyspieler.

## Karriere
Filippow wurde in Taschkent geboren, da seine Eltern während des Zweiten Weltkriegs mit ihren kriegswichtigen Betrieben nach Usbekistan umgesiedelt wurden. 1955 kehrte die Familie nach Moskau zurück. In Moskau erlernte Filippow das Eishockeyspiel und spielte ab 1969 für die Männermannschaft des HK Lokomotive Moskau, zunächst in der erstklassigen Klass A und in der Saison 1970/71 in der Perwaja Liga. Zur Saison 1971/72 wechselte er zum HK Dynamo Moskau, für den er in den folgenden zehn Jahren insgesamt 12 Tore in 298 Spielen erzielte. 1972, 1977, 1978, 1979 und 1980 wurde er mit Dynamo sowjetischer Vizemeister und gewann 1972 und 1976 jeweils den sowjetischen Pokalwettbewerb. Darüber hinaus spielte er mit Dynamo Moskau Mitte der Saison 1978/79 gegen Teams der World Hockey Association sowie 1980 im Rahmen der Super Series gegen Teams der National Hockey League. In der Saison 1981/82 ließ er seine Karriere bei Diselist Pensa ausklingen.
Am 4. November 1973 stand er in einem Spiel gegen Finnland zum ersten Mal für die sowjetische Nationalmannschaft auf dem Eis. Anschließend spielte er für die Sbornaja bei der Summit Series 1974 und der Eishockey-Weltmeisterschaft 1975, bei der mit dem Nationalteam die  Goldmedaille gewann. Am 5. Mai 1975 bestritt er sein letztes Länderspiel und erzielte insgesamt 3 Tore in 23 Länderspielen.
Nach Seiner Spielerkarriere war Filippow auch Eishockeytrainer und betreute unter anderem die russische U18-Nationalmannschaft in der Saison 1993/94, die U16-Mannschaft von Dynamo Moskau in der Saison 2002/03 sowie die U18-Mannschaft von Roter Stern Moskau in der Saison 2018/19.

## Erfolge und Auszeichnungen
- 1972, 1977, 1978, 1979 und 1980 Sowjetischer Vizemeister
- 1972, 1976 Sowjetischer Pokalsieger

### International
- Goldmedaille bei der Weltmeisterschaft 1975
  - Goldmedaille bei der Europameisterschaft 1975

### Orden
- 2010: Verdienter Meister des Sports
- 2010: Verdienter Trainer des Sports
- 2011: Medaille «За боевое содружество» (МВД)

## Karrierestatistik
(Legende zur Spielerstatistik: Sp oder GP = absolvierte Spiele; T oder G = erzielte Tore; V oder A = erzielte Assists; Pkt oder Pts = erzielte Scorerpunkte; SM oder PIM = erhaltene Strafminuten; +/− = Plus/Minus-Bilanz; PP = erzielte Überzahltore; SH = erzielte Unterzahltore; GW = erzielte Siegtore; 1 Play-downs/Relegation; Kursiv: Statistik nicht vollständig)